# Planchonella asterocarpon
Planchonella asterocarpon là một loài thực vật có hoa trong họ Hồng xiêm. Loài này được (P.Royen) Swenson, Bartish & Munzinger mô tả khoa học đầu tiên năm 2007.